# Homoneura curvispinosa
Homoneura curvispinosa är en tvåvingeart som beskrevs av Yang, Hu och Zhu 2001. Homoneura curvispinosa ingår i släktet Homoneura och familjen lövflugor. Inga underarter finns listade i Catalogue of Life.